# کریستین کوستاو
کریستین کوستاو (به انگلیسی: Kristian Kostov) (زاده ۱۵ مارس ۲۰۰۰) خواننده، ترانه سرا، موسیقی دان، بازیگر بلغاری است.
او در مسابقه آواز یوروویژن ۲۰۱۷ نماینده بلغارستان بود و به مقام دوم دست یافت.